# Елмедин Кикановић
Елмедин Кикановић (Тузла, 2. септембар 1988) је босанскохерцеговачки кошаркаш. Игра на позицији центра.

## Каријера
Каријеру је почео у тузланској Слободи, где је био капитен. Од 2007. до суспензије 2010. је играо за Црвену звезду. Од 2011. до 2015. је наступао за Јенисеј Краснојарск. У априлу 2015. је потписао за француски СЛУК Нанси. У јулу 2015. потписао је двогодишњи уговор са Албом из Берлина и био је део састава који је овом клубу 2016. године донео трофеј у Купу Немачке. У јулу 2017. је постао играч Монака, и у њиховом дресу је провео наредне две сезоне током којих је освојио један Куп лидера. У јулу 2019. потписује за турски Орманспор. У фебруару 2020 поново постаје играч Монака, али се у мају исте године враћа у Орманспор. Током 2021. године потписује за Кувајт.
Наступао је за репрезентацију Босне и Херцеговине на Европским првенствима 2011, 2013. и 2015. године.

## Успеси

### Клупски
- АЛБА Берлин:
  - Куп Немачке (1): 2016.
- Монако:
  - Куп лидера (1): 2018.

### Појединачни
- Идеални тим ФИБА Лиге шампиона — друга постава (1): 2017/18.